# Prevešt
Prevešt es un pueblo ubicado en la municipalidad de Rekovac, en el distrito de Pomoravlje, Serbia.

## Superficie
Posee una superficie de 10,85 kilómetros cuadrados.

## Demografía
Hasta 2011 la población era de 252 habitantes, con una densidad de población de 23,23 habitantes por kilómetro cuadrado.